# 聖斯德望主教座堂 (利托梅日采)

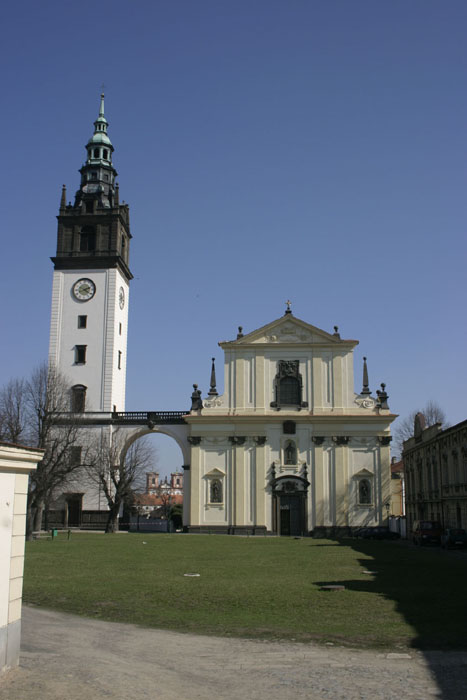
圣斯德望主教座堂

圣斯德望主教座堂（Katedrála svatého Štěpána）是天主教利托梅日采教區的主教座堂（自1665年教区成立起），位于捷克城市利托梅日采的座堂广场（Dómské náměstí），是该市最重要的文化古迹之一。该堂11世纪初建时为罗曼式，14世纪重建时改为哥特式，现在为巴洛克风格。

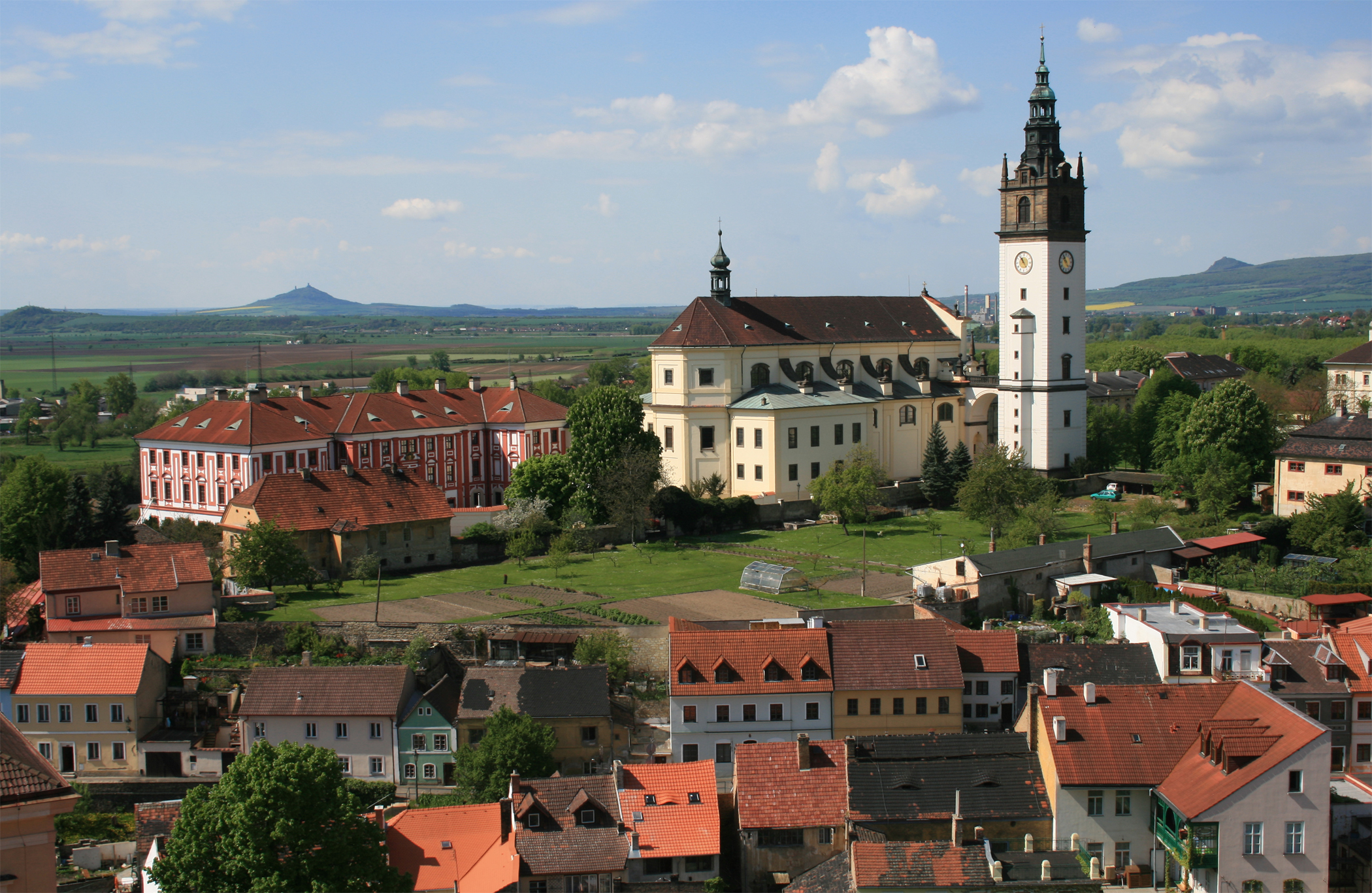
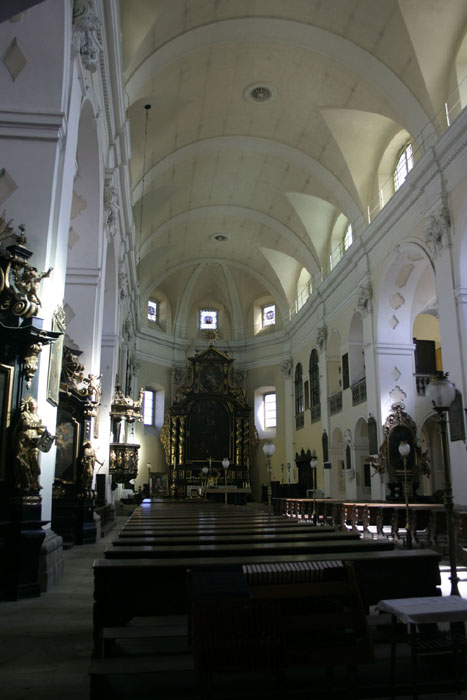
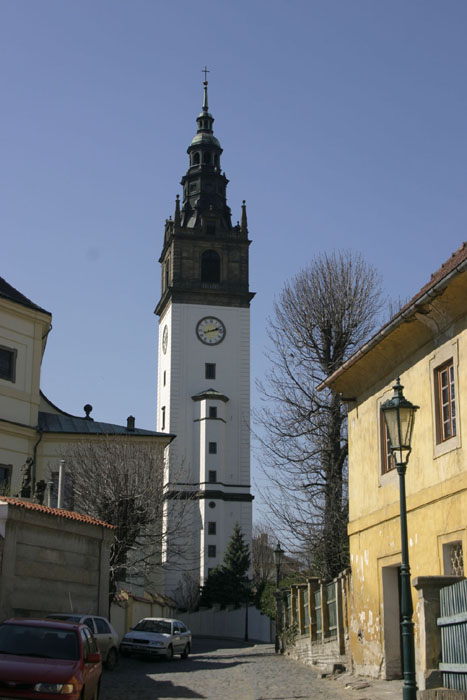
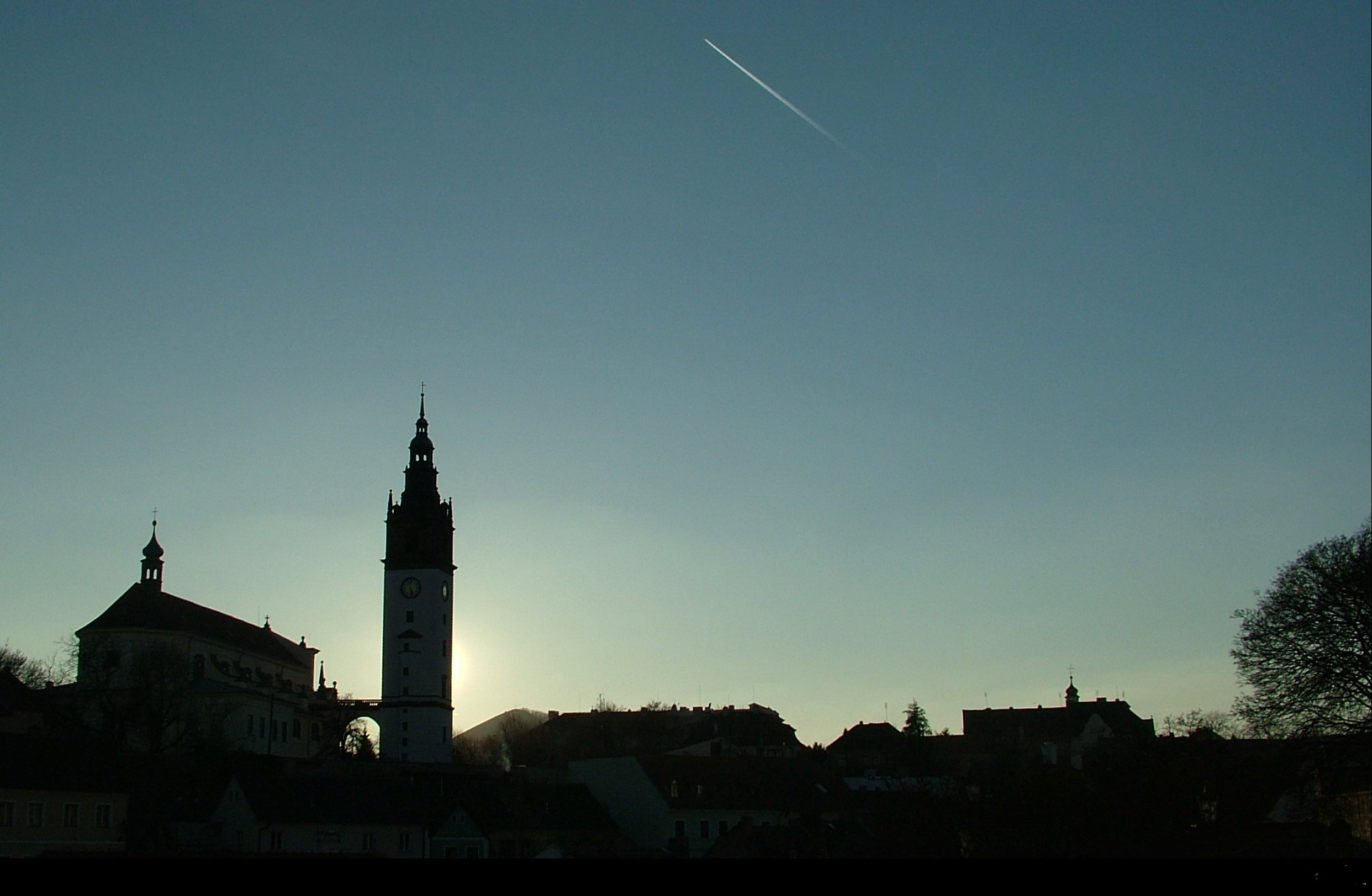
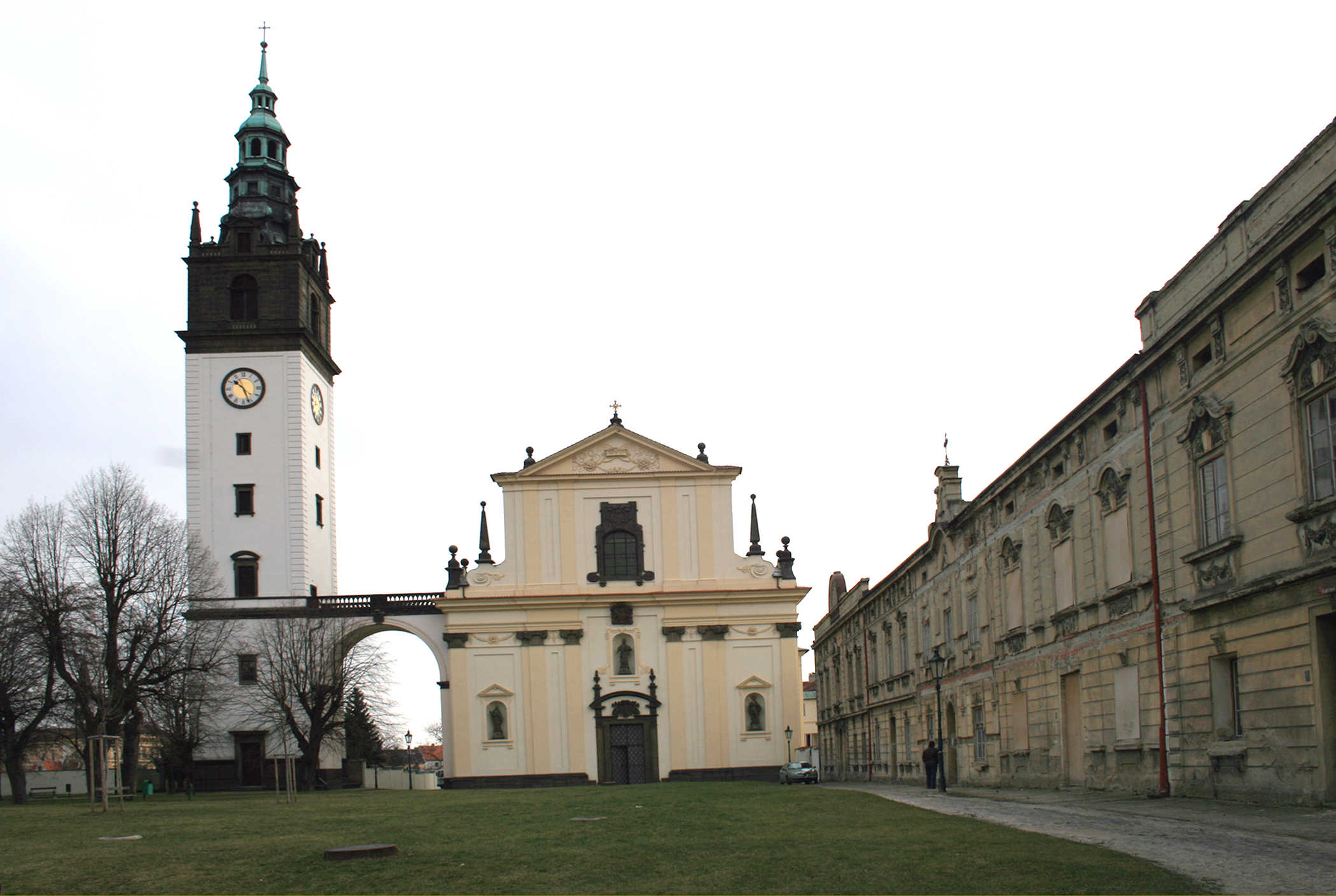